# PunBB
PunBB je nástroj vytvořený v PHP pro vlastní diskuzní board (fórum). Je šířeno zdarma prostřednictvím GNU General Public License. Oproti jiným hotovým nástrojům pro vytvoření fóra je PunBB rychlé (ve zpracovávání příkazů apod.), graficky nenáročné (ovšem grafiku lze snadno upravit pomocí již hotových kvalitních vzhledů, které jsou šířeny také zdarma - viz "Moduly a vzhledy", nebo mohou grafiku zkušenější webmasteři upravit sami) a ukládaná data jsou menší (není potřeba velká databáze), krom toho je PunBB také plně XHTML kompatibilní (je tedy dle standardů správně).

## Systémové požadavky
PunBB je napsáno v PHP, proto vyžaduje, aby Váš hosting podporoval programovací jazyk PHP. PunBB také vyžaduje jednu databázi, ve které budou uloženy veškerá data fóra. PunBB podporuje databáze MySQL, PostgreSQL a SQLITE.

## Historie
PunBB začal vytvářet nejprve pouze pro své potřeby Rickard Andersson v roce 2003, chvíli po jeho prvním použití na webu se strhl velký zájem mezi provozovateli www stránek právě o toto fórum. V USA (a ve Švédsku, kde Rickard Andersson žije) se PunBB stalo ohromně oblíbené pro jeho bezkonkurenční vlastnosti, které již nyní rozšiřuje a vylepšuje tým zkušených programátorů z celého světa.
V České republice a na Slovensku se začíná PunBB prosazovat až v roce 2006. Začátkem roku 2007 vzniká i česká a slovenská podpora tohoto fóra.
Od roku 2008 se vytváří také nová větev nástroje, jenž je založen na jádru PunBB. Ta je označována jako FluxBB.
Dne 9.11.2009 vyšla nová verze PunBB 1.3, která přináší mnohá vylepšení do daného fóra. Fórum převádí do univerzálního kódování UTF-8. Nová verze nabízí také SEF URL schéma, snadné přidávání doplňků, kompletní český překlad, zvýšení bezpečnosti a další.